# REGNUM News Agency
La REGNUM News Agency è un'agenzia di stampa indipendente e non governativa russa, che  gestisce una rete di 400 corrispondenti presenti nel territorio della confederazione e nei Paesi limitrofi.

## Struttura
Già operativa dal 1999, fu ufficialmente fondata il 22 luglio 2002 e ha sedi nelle seguenti città: a Mosca, Pskov, Krasnojarsk, Novosibirsk, Kaluga e Erevan (in Armenia).  Oltre alla versione in lingua inglese, sono disponibili sedi e versioni locali nei seguenti centri urbani: San Pietroburgo Arcangelo, Vologda, Barnaul, Murmansk, Samara-Cheboksary fino ad arrivare a Vladivostok
Tramite una rete di agenzie partner e affiliate sono coperti gli eventi di tutte le regioni della Russia, dell'Europa, dell'Asia centrale e del Caucaso meridionale.
Fra il 2004 e il 2006, il suo pubblico era prevalentemente formato da dirigenti e specialisti sia nella capitale che nella Russia in genere.

## Nei Paesi baltici
Una diceria afferma che i redattori di Regnum si salutino tra loro con un saluto speciale, «СФО», che in russo significa «Morte agli occupanti fascisti», per sottolineare la posizione antifascista dell'agenzia di stampa. In un'intervista al portale russo gorod.lv, il caporedattore di REGNUM Vigen Akopyan spiegò che l'agenzia si opponeva agli investimenti russi in qualsiasi Paese ostile alla Russia o che avesse promosso la riabilitazione del nazi-fascismo della Seconda guerra mondiale. La stampa nazionale affermò che stava parlando dell'Estonia, sebbene non avesse menzionato alcuno Stato in particolare.
Nel 2005, l'annuario della polizia di sicurezza dell'Estonia (Kapo) accusò l'agenzia di essere in realtà uno strumento di propaganda nelle mani del presidente russo, diretto dall'allora alto funzionario Modest Kolerov, che era a capo di un'agenzia dell'amministrazione Putin. In particolare, accusarono l'agenzia di aver contribuito all'esito negativo del referendum popolare per l'apertura di una  nuova centrale nucleare in Lituania, avversando la politica di desovietizzazione e di indipendenza energetica intrapresa dai Paesi baltici.